# Theodor Lessing
Theodor Lessing (* 1872 Hannover - 1933 Marienbad) va ser un filòsof alemany d'origen jueu. Destaca pel seu concepte d'autoodi entre la comunitat jueva, que explica que fins i tot aquesta promogui a vegades l'antisemitisme.